# Картинг
Ка́ртинг — вид спорта и развлечения, гонки на картах — простейших гоночных автомобилях без кузова и, чаще всего, с открытыми колёсами. Скорость карта (класс «Суперкарт») может достигать 260 км/ч.

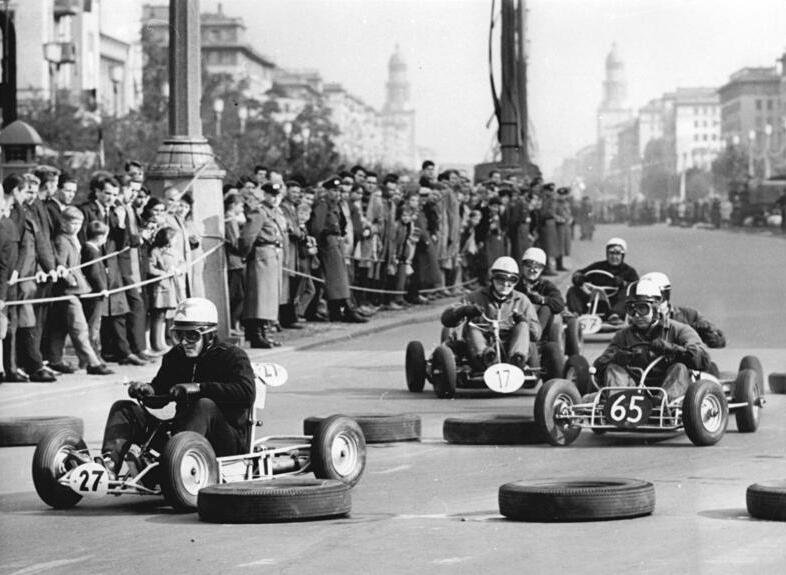
Гонки на улицах Берлина в 1963 году

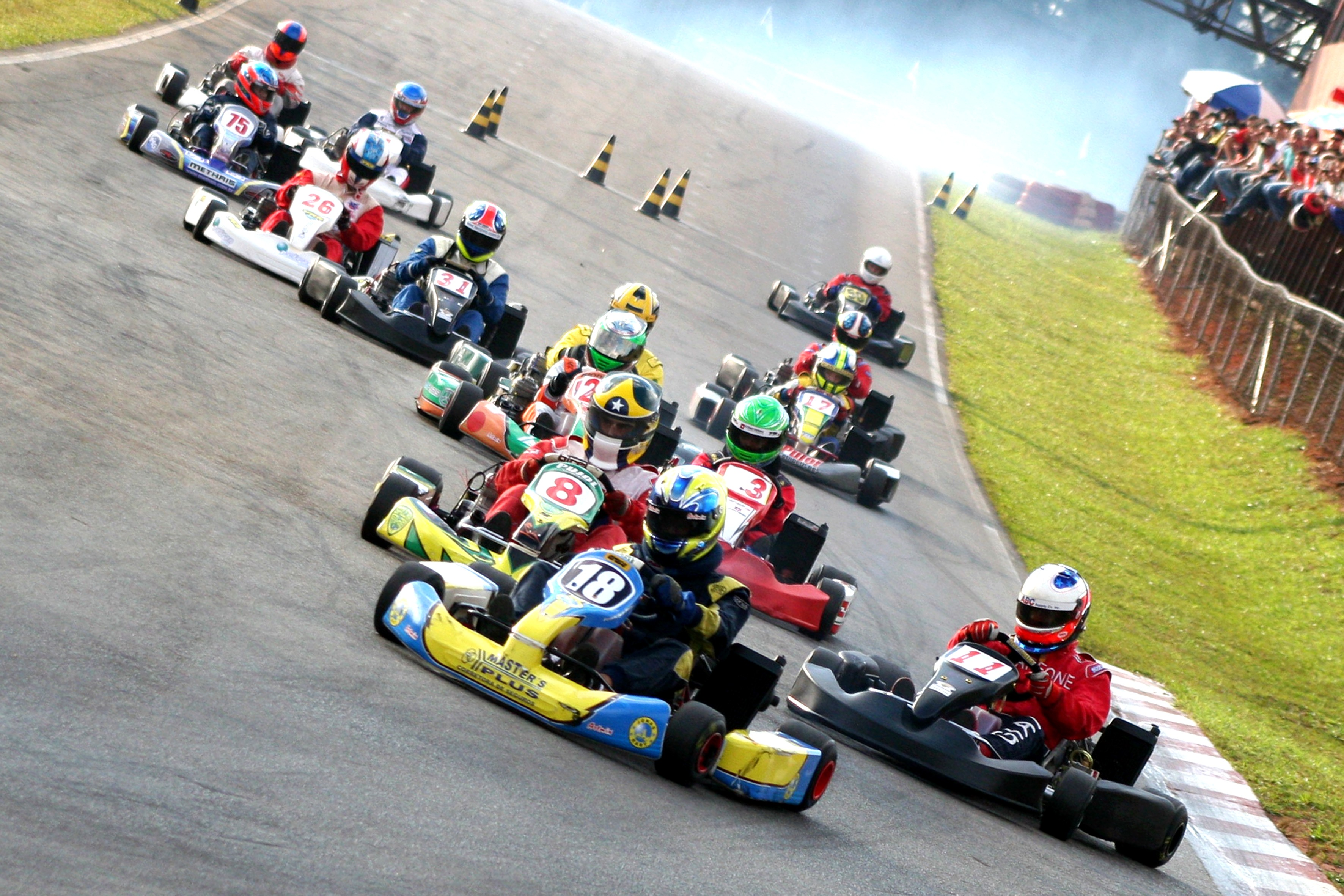
Картинг в Бразилии

## История
Считается, что картинг придумали военные лётчики в США после Второй мировой войны. Они устраивали гонки по лётному полю на тележках для подвоза авиабомб. Но это хобби было распространено лишь в узких кругах, пока за дело не взялся Арт Инглс, бывший пилот, механик отделения фирмы «Кёртис крафт компани» в Глендейле, которая выпускала гоночные автомобили. В августе 1956 года на автогонках в Помоне он представил публике несложный карт. Машину назвали тележкой (англ. cart).
В 1957 году Билл Роулс, Даффи Ливингстон и Рой Десброу (англ. Bill Rowles, Duffy Livingstone, Roy Desbrow) создают компанию Go-Kart Company, производящую карты. Дела компании шли настолько успешно, что ей удалось купить участок в 5 акров, на котором был построен первый картодром. Одновременно Инглс основывает компанию Ingels-Borelli.
В 1958 году английский бизнесмен Микки Флин заказывает у Go-Kart пять картов. Уже в 1960 году в Великобритании насчитывается свыше 100 фирм, занимающихся производством картов и комплектующих. С февраля 1960 года в Великобритании начинает издаваться журнал «Karting».
В мае 1960 года Международная федерация автоспорта официально признала картинг видом автоспорта. В 1962 году была создана Международная комиссия по картингу при Международной федерации автоспорта (CIK FIA). В 1964 году в Риме проводился первый чемпионат мира по картингу с двигателями объёмом 100 см³ (картинг стал вторым видом автоспорта, по которому проводится чемпионат мира, после «Формулы-1»).
Карты тех лет отличались очень простой конструкцией, малой мощностью двигателей и полным отсутствием каких бы то ни было мер безопасности. Цена такого карта варьировалась от 100 до 200 долларов США.
Именно благодаря простоте и дешевизне картинг в первые годы его существования приобрёл бешеную популярность. Но к 1962 году бум на картинг закончился. Количество фирм-производителей упало. Карты стали мощнее и совершеннее, но и дороже. На смену простейшим рамам из водопроводных труб пришли конструкции с тщательно просчитанной упругостью. Повышение скоростей потребовало повышения безопасности. Как и в любом другом техническом виде спорта, в картинге остались профессионалы.
В 2007 году CIK предприняла попытку возвратить картингу дух 1960-х годов, сведя любителей и профессионалов. Была опубликована спецификация на единый картинговый двигатель серии KF, который (с разными электронными блоками, карбюраторами и т. д.) применяется во всех классах картов без коробки передач. Об успехе или неудаче этого начинания можно будет говорить лишь через несколько лет.
Карт, ввиду его небольшой массы, часто применялся для побития рекордов скорости на машинах с малым объёмом двигателя, а также для экспериментов с необычными силовыми установками. Известно несколько попыток установить на карт реактивный двигатель, наибольшая зафиксированная скорость — 407 км/ч. Немецкий физик и энергетик Лайнг построил карт с паровым двигателем для демонстрации того, насколько компактной и надёжной может быть такая силовая установка. В 1981 году в СССР были проведены показательные соревнования среди электрических картов. С 2007 года CIK намеревается проводить гонки на электрических картах на регулярной основе.

## Картинг в СССР и России
Картинг в СССР начинается в 1961 году. Первые карты в Советском Союзе были построены лишь на четыре года позже, чем за океаном. Любопытно, что трассой для первого публичного заезда советских картов послужила не асфальтовая площадка, а лед на Центральном стадионе имени В. И. Ленина, в Москве. Две невиданные доселе машины предстали перед зрителями в перерыве между заездами мотогонщиков. Их построила в Центральном автомотоклубе ДОСААФ СССР группа энтузиастов под руководством Юрия Мелихова. Зрелище произвело впечатление на собравшихся. Знакомство с картингом вызвало оживление на трибунах. Картинг пришелся по душе зрителям. Произошло это в январе 1961 года.
Через несколько дней подобные смотрины состоялись и в Риге, где свой карт показали члены кружка республиканской станции юных техников Г. Либертс, Ю. Майорс, Я. Лапиньш, а также Л. Рейнхольдс, который в ту пору работал тренером Центрального автомотоклуба работников автотранспорта Латвии. И хотя по времени они уступили приоритет москвичам, нельзя не отдать должное энергии, с которой они взялись за пропаганду нового вида спорта. Уже 28 мая на велотреке в Вентспилсе десять картингистов впервые провели свои состязания. На трибунах более трех с половиной тысяч зрителей наблюдали за первыми в нашей стране гонками на этих мини-автомобилях.
Тогда ещё не сложились какие-либо официальные формы проведения соревнований картингистов. Да и участников было маловато. Вот и решили использовать широко известную и зрелищную систему проведения велотрековых гонок. В спринте и гите на один круг победил Я. Лапиньш, в гонке с выбыванием — Л. Рейнхольдс, а в общем зачете — А. Янсонс.
На заре отечественного картинга аллеи Лужников были излюбленным местом состязаний.
Спустя всего две недели на рижском велотреке в парке Сенчу силс состоялись междугородные соревнования. В гости к рижанам приехали не только соседи из Лиепаи, но и москвичи Э. Славский и В. Егоров. Кстати, именно эти гонки принято считать первыми официальными состязаниями картингистов у нас в стране.
Во многом благодаря усилиям латвийских спортсменов уже в начале сентября 1962 года картингисты со всей страны собрались на первые всесоюзные соревнования в Риге. В их программу входила кольцевая гонка по аллеям Рижского парка культуры и отдыха, а также состязания на велотреке. Спортсмены выступили в двух классах картов: с рабочим объемом двигателя до 125 см3 и до 175.
Гонки в Риге были своеобразным экзаменом на зрелость нового вида спорта, который он выдержал достойно. В состязаниях приняли участие около 80 спортсменов из Белоруссии и Москвы, Ленинграда и Эстонии, Литвы и Латвии, Узбекистана и Красноярска. Это подтвердило растущий интерес к картингу во многих республиках нашей страны. И на следующий год было решено провести первый официальный чемпионат СССР.
Он состоялся в Москве. В программу чемпионата входили гонки по кольцевой трассе, проложенной в Лужниках рядом со стадионом имени В. И. Ленина, и на велотреке стадиона «Юных пионеров». Победитель определялся по результатам выступлений в двух гонках. Соревновались спортсмены на картах классов 125 и 175 см3. Кроме москвичей в первенстве приняли участие гонщики из десяти союзных республик и Ленинграда. Победителями первого чемпионата страны стали москвичи: в классе 125cm3 — В. Степанов, а в более мощном −175cm3 — О. Кошиц.
«Мы за го-карт,- писала в те годы газета „Московский комсомолец“.- И не только потому, что он прост и доступен. Он и зрелищно привлекателен, хотя, естественно, отечественные пионеры го-карта не успели освоить все его премудрости. Мы за го-карт. Убеждены, что ему принадлежит большое будущее…»
Ныне, три десятилетия спустя можно смело утверждать — тот прогноз оказался, что называется, в точку.
С. НЕЧАЮК(АМС № 4,1991)

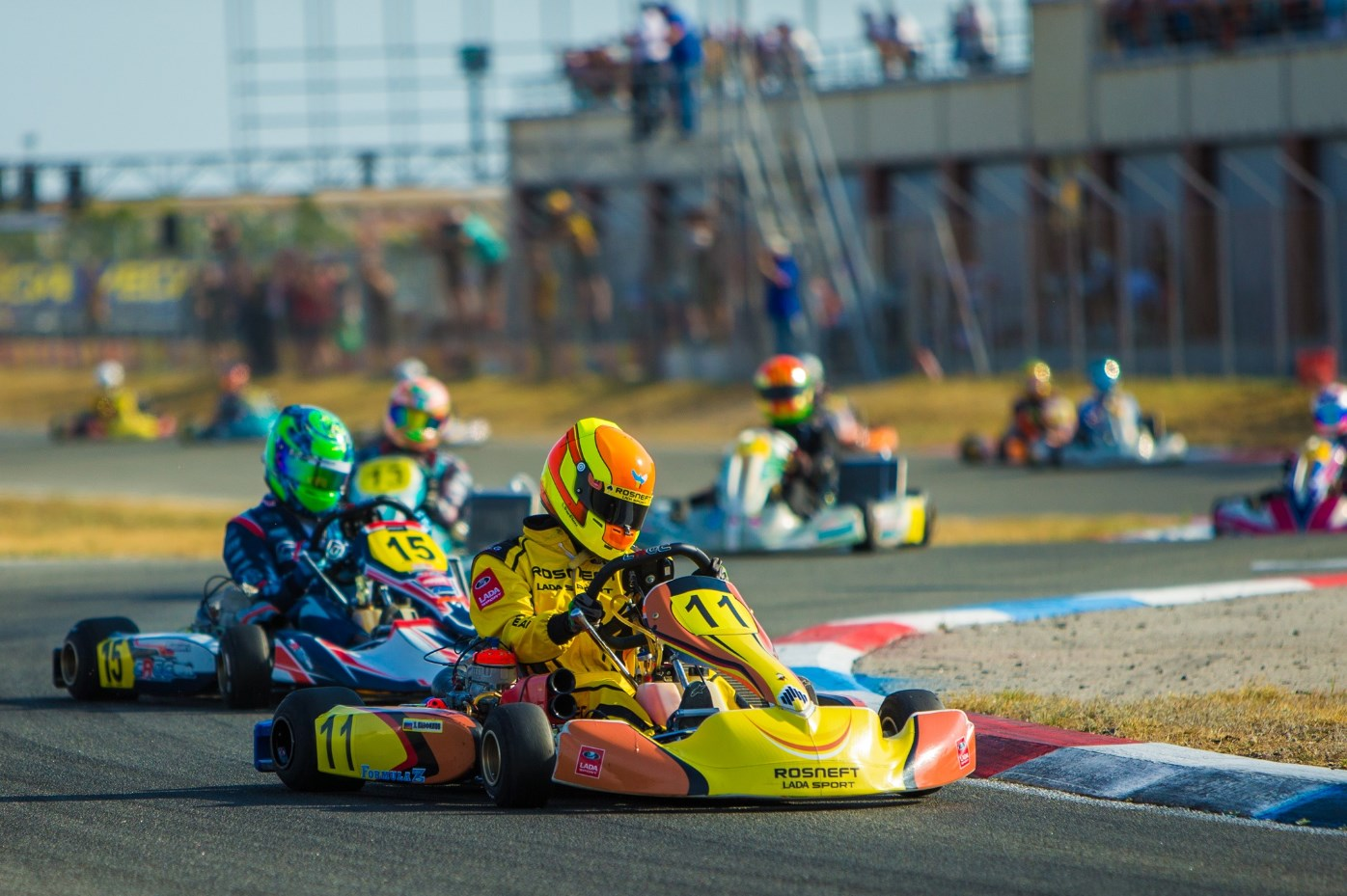
Этап чемпионата России по картингу в классе KZ2, 2019

Благодаря простоте — карт можно собрать даже в гараже, из доступных деталей — картинг стал самым массовым видом автоспорта. Первые карты делали самостоятельно. Главной проблемой было найти подходящие колёса. В ход шли колёса от мотороллеров, вертолётов и подобные. На учебные карты ставили даже усиленные велосипедные.
Шлемов детских размеров не было, их делали самостоятельно из стеклопластика (стеклоткань+эпоксидная смола).
В 1966 году Таллинский авторемонтный завод налаживает выпуск первого советского серийного карта.
Советские картингисты впервые вышли на международную арену в 1965 году, приняв участие в гонках на «Хрустальный кубок», которые проводились среди социалистических стран. Победили в чемпионате гонщики из ГДР. Бум картинга в СССР пришёлся на 1970-е годы.
Специализированных картодромов было мало. Типичная картинговая секция располагала асфальтированной площадкой в несколько аров, на которой размечали тренировочные маршруты. Соревнования проводились в основном на велотреках, беговых дорожках стадионов, аэродромах. Впоследствии от гонок на велотреках отказались ввиду их небезопасности.
Производством картов занимались Одесский завод ДОСААФ, КамАЗ, Ленинградское производственное объединение «Патриот» ДОСААФ, Абовянский завод ДОСААФ. Правда, конструкция картов была далека от совершенства, и приходилось дорабатывать их самостоятельно. В технических журналах («Юный техник» и др.) публиковались чертежи самодельных картов.
К моменту распада СССР в 5 тысячах секций при школах, дворцах пионеров и станциях юных техников занимались 130 тысяч человек. Ежегодно проводились соревнования союзных республик и СССР. С распадом СССР картинг пришёл в упадок по причине отсутствия финансирования.
В настоящее время в крупных городах России существуют площадки прокатного картинга, предназначенные в основном для развлечений. В прокатном картинге используются шасси с бескоробочными маломощными двигателями. Для управления таким картом пилоту не требуется специальная подготовка.
Кроме того, в России существует так называемый «зимний картинг». Соревнования в этом виде спорта проходят на снежно-ледяном покрытии. Используются специальные шины как с шипами, так и без. Шасси, в зависимости от класса, оборудуются двигателями от 50 до 250 куб. см.

## Спортивный картинг

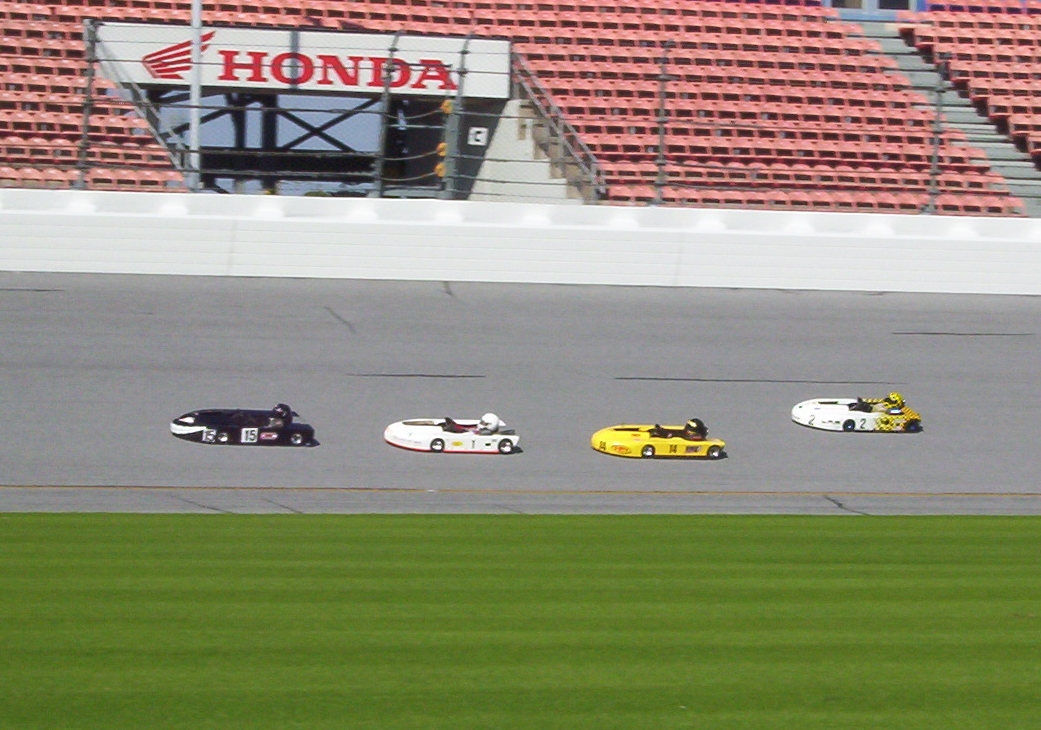
Гонки на картах на автодроме Дэйтоны, США

Спортивный картинг является для одних первой ступенью в автоспорт, для других — дорогим, но увлекательным хобби. Большинство гонщиков Формулы-1 начинали свою карьеру с картинга; среди них Михаэль Шумахер, Мика Хаккинен, Фернандо Алонсо, Айртон Сенна и Себастьян Феттель.
Спортивные классы делятся на международные классы, национальные классы и любительские классы.

### Международные классы

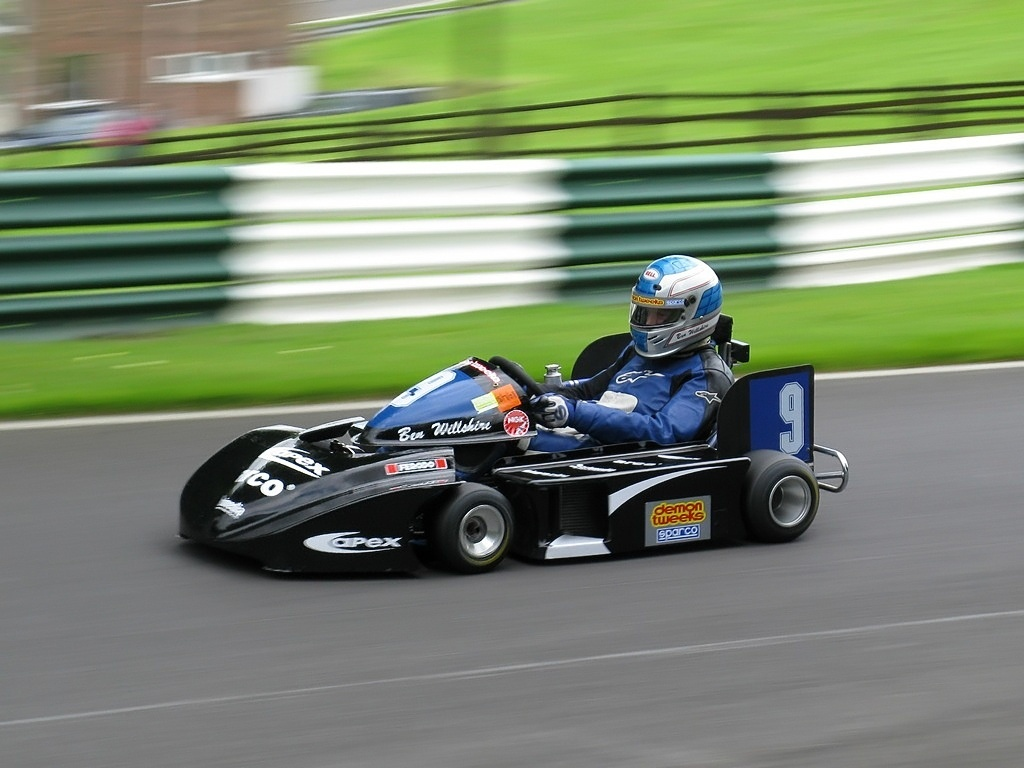
Суперкарт

Карты серии KF3 (бывший Intercontinental-A Junior) имеют двухтактный двигатель водяного охлаждения объёмом 125 см³ без коробки передач. В двигатель встроены сухое центробежное сцепление и электрический стартер. Число оборотов двигателя ограничивается 14000 оборотов в минуту. Минимальный вес с водителем 145 кг. Возраст пилота от 12 до 15 лет.
Карты серии KF2 (бывший Intercontinental-A) имеют двухтактный двигатель водяного охлаждения объёмом 125 см³ без коробки передач. В двигатель встроены сухое центробежное сцепление и электрический стартер. Число оборотов двигателя ограничивается при 15000 оборотов в минуту. Минимальный вес с водителем 158 кг. Возраст пилота от 15 лет.
Карты серии KZ2 (бывший Intercontinental-C) имеют двухтактный двигатель водяного охлаждения объёмом до 125 см³ c 6 передачами. Минимальный вес с водителем 175 кг. Возраст пилота от 15 лет.
Карты серии RT-9 (бывший Super Intercontinental-C) технический регламент аналогичен классу KZ2, за исключением возможности менять передаточное отношение коробки передач и использование мягких шин.
C 2003 года ведущими компаниями-производителями для мирового картинга — Birel и IAME организована Международная гоночная серия EASYKART Национальные чемпионаты в серии EASYKART проводятся в классах двигателей 50, 60, 100 и 125 кубических сантиметров. Сегодня, география серии EASYKART это свыше 20 стран Европы, Америки, и Азии. Тысячи спортсменов из Италии, Англии, Северной Америки, Германии, Чехии, Польши, Японии, и других стран встречаются вместе на гоночных трассах. Также, ежегодно проводятся международные соревнования, включая европейские и мировые «Гранд Финалы». С 2005 года национальный турнир EASYKART стартовал в России и сразу получил признание среди профессиональных спортсменов и любителей.

### Национальные классы
Национальные классы создаются национальными автоспортивными федерациями. На территории разных стран они разные. Как правило, в национальных классах применяются моторы отечественного производителя. В России проводятся соревнования в таких национальных классах:
- Пионер

Зарегистрированные РАФ серийные одноцилиндровые двигатели воздушного охлаждения, с полнопоточным клапаном или с поршневым газораспределением, с коробкой передач. Коробка передач минимум с 2, максимум с 5 передачами.
Возраст участников: 8-12 лет
Оценочный рейтинг данного класса в России: 2 из 5
Организатор: Ассоциация Картинга РАФ.
- Кадет

Зарегистрированные РАФ серийные одноцилиндровые двигатели воздушного охлаждения, с полнопоточным клапаном или с поршневым газораспределением, с коробкой передач. Коробка передач минимум с 2, максимум с 5 передачами.
Рабочий объем цилиндра 50 см3.
Возраст участников: 10-15 лет
Оценочный рейтинг данного класса в России: 2 из 5
Организатор: Ассоциация Картинга РАФ.
- Национальный-Юниор

Зарегистрированные РАФ серийные одноцилиндровые двигатели воздушного или водяного охлаждения с полнопоточным клапаном или поршневым газораспределением, с коробкой передач. Коробка передач минимум с 4, максимум с 6 передачами.
Максимальный рабочий объем цилиндра 125 см3.
Возраст участников: 13-18 лет
Оценочный рейтинг данного класса в России: 3 из 5
Организатор: Ассоциация Картинга РАФ.
- Национальный

Зарегистрированные РАФ серийные одноцилиндровые двигатели воздушного или водяного охлаждения с полнопоточным клапаном или поршневым газораспределением, с коробкой передач. Коробка передач минимум с 4, максимум с 6 передачами.
Максимальный рабочий объем цилиндра 125 см3.
Возраст участников: с 16 лет
Оценочный рейтинг данного класса в России: 3 из 5
Организатор: Ассоциация Картинга РАФ.

### Rotax Max Challenge
Данная серия основана на 125 см3 двигателе австрийского производства Rotax (часть компании BRP). Двигатель имеет один цилиндр, водяное охлаждение и центробежное сцепление с цепным приводом (кроме класса DD2). Поставщик шин один - Mojo. На данный момент класс активно развивается на территории РФ.
Двигатель может быть сконфигурирован под разные возрастные категории и классы, а именно:
125 MAX:
- 22 кВт (30 л.с.) на 11,500 об./мин.
- Макс. обороты двигателя 14,000 об./мин.
- для пилотов от 16 лет.

125 Юниор MAX:
- 17 кВт (23 л.с.) на 8,500 об./мин.
- Макс. обороты двигателя 14,000 об./мин.
- для пилотов от 13 до 16 лет
- Отсутствует клапан на выхлопной системе

125 Мини MAX:
- 11 кВт (15 л.с.) на 8,500 об./мин.
- Макс. обороты двигателя 12,500 об./мин.
- для пилотов от 10 до 13 лет
- Отсутствует клапан на выхлопной системе, применены рестрикторы на впуске и выхлопной системе

125 Микро MAX:
- 6 кВт (8.0 л.с.) на 6,500 об./мин.
- Макс. обороты двигателя 12,000 об./мин.
- для пилотов от 8 до 10 лет
- Аналогично классу Мини, но с другой выхлопной системой и радиатором.

Идея в том, чтобы мотор можно было использовать во всех классах, меняя различные части обвеса, но сохраняя основной блок.
125 MAX DD2:
- 25 кВт (34 л.с.) на 11,750 об./мин.
- Макс. обороты двигателя 14,000 об./мин.
- для пилотов от 16 лет
- Особенность класса в наличии двух-скоростной коробки передач. Переключения осуществляется лепестками на руле. Отсутствует цепной привод.

### Детские классы
| Класс       | Возраст | Рама            | Мотор                       | Описание |
| ----------- | ------- | --------------- | --------------------------- | --- |
| Микро       | 6-8     | Омологированная | IAME Parilla 60 (Италия)    | Много участников, соревнования как общероссийские, так и местные, техника надёжная, скорости порядка 60 км/ч    |
| Мини        | 9-10    | Омологированная | IAME Parilla 60 (Италия)    | Много участников, соревнования как общероссийские, так и местные, техника надёжная, скорости порядка 80 км/ч    |
| Супер-Мини  | 10-12   | Омологированная | IAME Parilla 60 (Италия)    | Много участников, соревнования как общероссийские, так и местные, техника надёжная, скорости порядка 100 км/ч   |
| Пионер      | 8-11    | Любая           | Отечественный 50 см³ с КПП  | Устаревший класс, на общероссийских соревнованиях мало участников, техника ненадёжная, скорости порядка 60 км/ч |
| Кадет       | 10-13   | Любая           | Отечественный 50 см³ с КПП  | Устаревший класс, на общероссийских соревнованиях мало участников, техника ненадёжная, скорости порядка 80 км/ч |
| Мини-Ракет  | 8-11    | Любая           | Raket-85 (Швеция)           | Устаревший класс, только местные соревнования, техника надёжная, скорости порядка 60 км/ч                       |
| Ракет       | 11-13   | Любая           | Raket-85 (Швеция)           | Устаревший класс, только местные соревнования, техника надёжная, скорости порядка 80 км/ч                       |
| EasyKart-50 | 5-8     | Birel EK        | IAME Parilla 50 EK (Италия) | Моносерия, только местные соревнования, техника надёжная, скорости порядка 40 км/ч                              |
| EasyKart-60 | 8-13    | Birel EK        | IAME Parilla 60 EK (Италия) | Моносерия, много участников, техника надёжная, скорости порядка 80 км/ч                                         |

### Любительские и хобби-классы

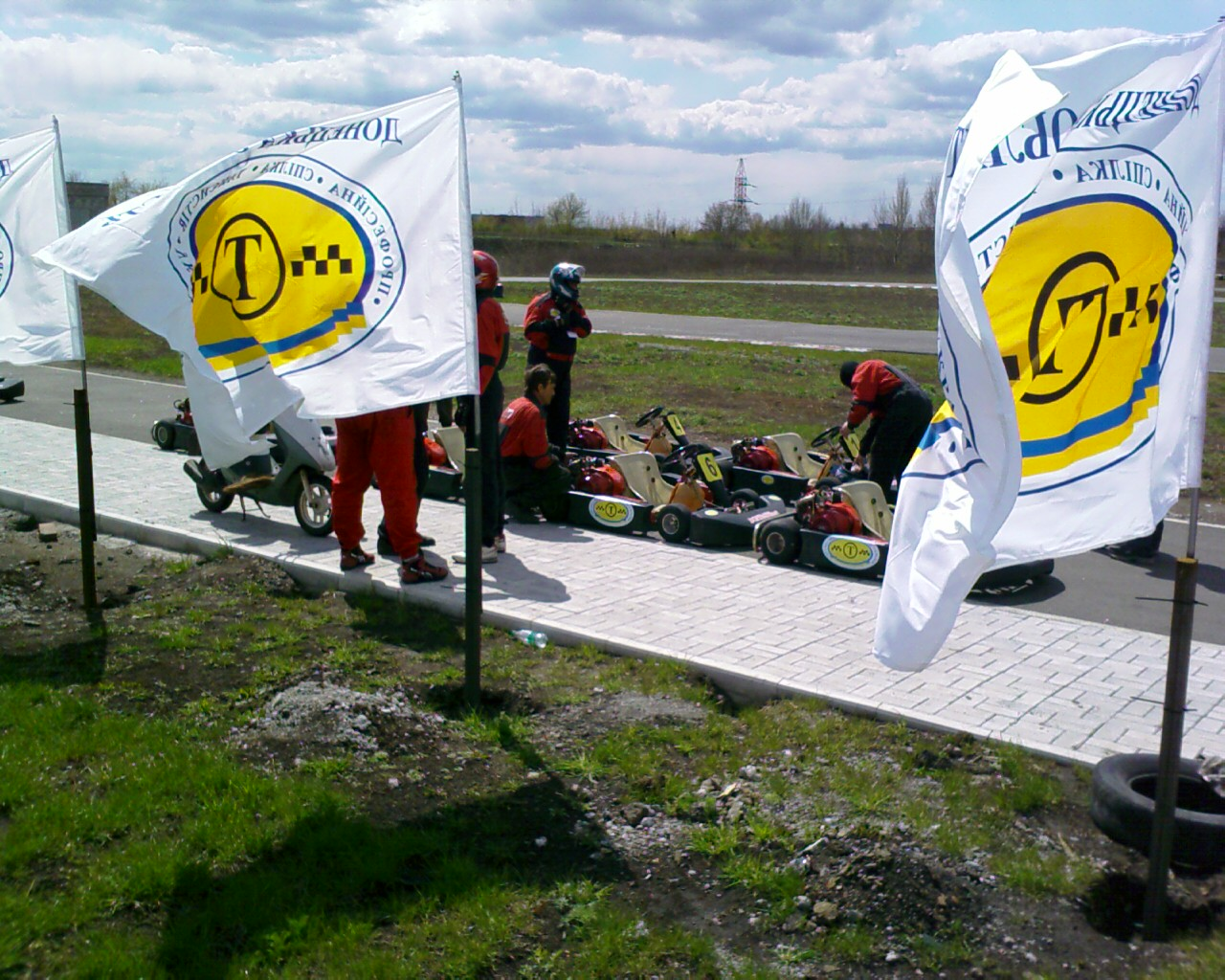
Подготовка к любительской гонке

В этих классах проводятся соревнования и разыгрываются призы, однако на этих соревнованиях невозможно получить спортивный разряд. К ним относятся:
- классы прокатного картинга;
- взрослые классы с маломощными картами;

### Заводские классы

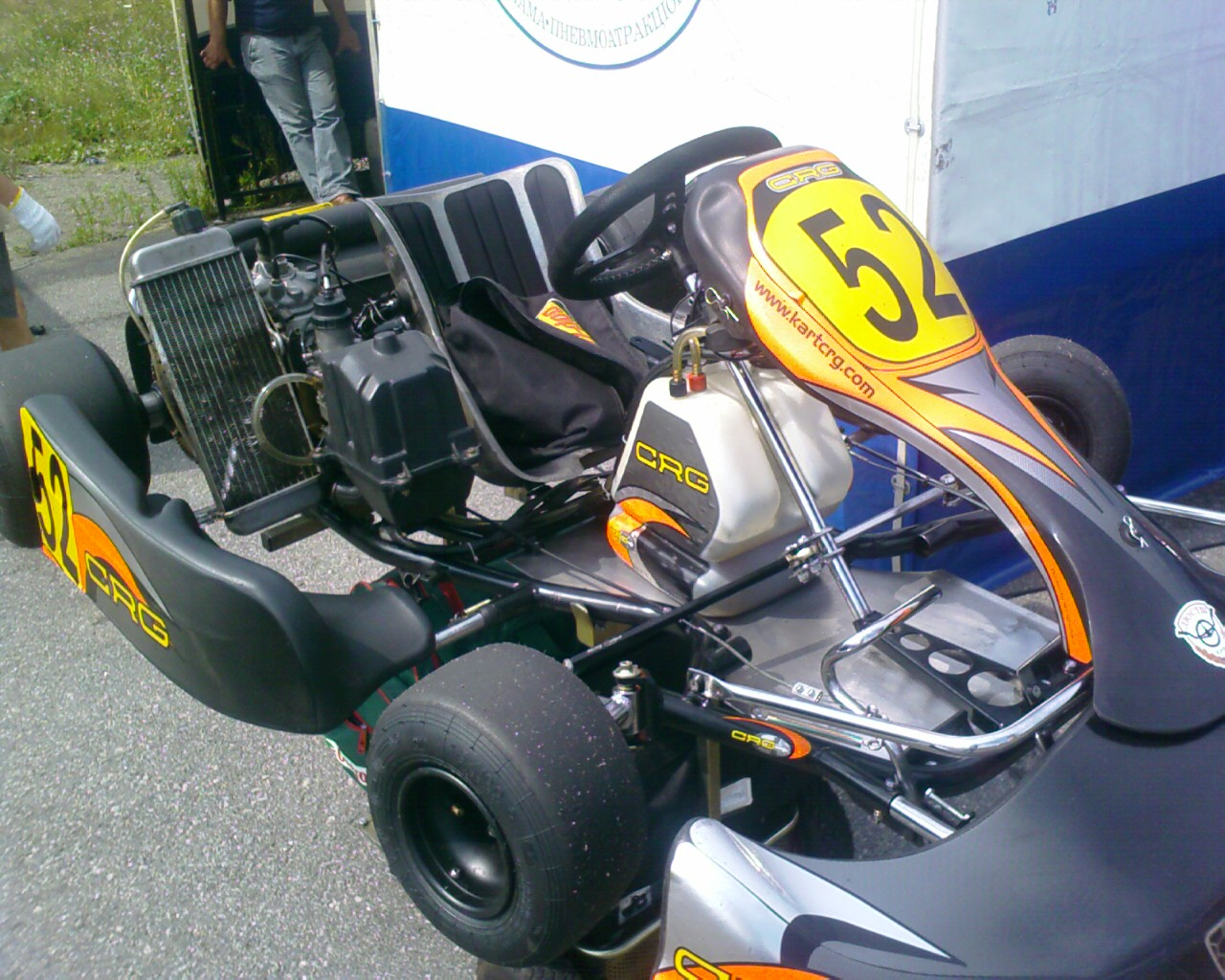
Карт с двигателем Ротакс-Макс

Соревнования в заводских классах устраиваются производителями картов и двигателей. Они могут быть признанными национальной федерацией картинга (например, Микро, Мини, Супер-Мини) или любительскими. Заводские классы требуют, чтобы все детали карта (или двигателя) были только данного производителя, без всяких модификаций.
Заводские классы частично решают проблему организации международных соревнований: вместо того, чтобы везти карт за тысячи километров, гонщик может взять его напрокат. Хотя, конечно же, ничто не может заменить подготовленную в собственном гараже машину.

### Картинговые флаги
В картинге применяются такие флаги (по официальным правилам РАФ):
- зелёный — стартовый;
- клетчатый — финиш;
- красный — гонка остановлена;
- чёрно-белый с табличкой — неспортивное поведение;
- чёрный с оранжевым кругом, с табличкой — технические проблемы, подвергающие опасности самого гонщика или его соперников;
- чёрный с табличкой — исключение из заезда;
- зелёный с жёлтым шевроном (V) — фальстарт.
- жёлтый — сигнал опасности;
- зелёный — опасность миновала;
- красно-жёлтый — скользкая дорога;
- белый — предупреждение о медленно движущемся карте;
- голубой — требование пропустить.

## Прокатный картинг
Помимо спортивного картинга, всё больше организаций предлагают картинг как услугу развлечения и активного отдыха. При этом используются как крытые, так и уличные трассы, которые присутствуют в очень многих городах разных стран.
Карты сдаются в аренду на заезды, ограниченные обычно десятью-пятнадцатью минутами, вместе с защитной амуницией (костюмы, перчатки, шлемы). Безопасность также обеспечивается более крепкой, по сравнению со спортивными картами, рамой и ограниченной мощностью двигателей.

## Компьютерные симуляторы
- Kart Racing Pro
- Mario Kart (серия игр)
- Coronel Indoor Kartracing (Картлэнд, 2003)
- Wacky Wheels
- Kart Racer
- Super 1 Karting Simulation
- Michael Schumacher Kart Challenge (2005)
- Project C.A.R.S. (Karting Discipline)
- Crash Team Racing
- Crash Nitro Kart
- Crash Tag Team Racing
- Crash Team Racing Nitro-Fueled
- KartKraft